# 뉴스공감
김준일의 뉴스공감은 대한민국의 라디오 채널 cpbc FM에서 평일 저녁 6시 3분부터 저녁 7시까지 방송되는 라디오 시사 프로그램이다. 정치, 경제, 사회 현안에 대한 청취자의 이해를 넓히고 공론화를 이끌고 있다. 가톨릭 방송의 특성을 살려 천주교 현안도 다루며, 주교와 사제 등도 출연한다.  

## 역사
2021년 10월 18일에 처음으로 방송되었다. 원래는 저녁 5시에 방송되었으나, 2022년 10월 31일부터 저녁 6시 3분으로 시간대가 변경되었다. 단, 방송시간은 평화의 기도(대구 제외), 삼종기도(대구) 이후에 방송된다.

## 역대 방송시간
| 방송 채널 | 방송 기간                           | 방송 시간                  |
| --------- | ----------------------------------- | -------------------------- |
| Cpbc FM   | 2021년 10월 18일 ~ 2022년 10월 28일 | 평일 저녁 5:00 ~ 저녁 6:00 |
| Cpbc FM   | 2022년 10월 31일 ~ 현재             | 평일 저녁 6:05 ~ 저녁 7:00 |

## 역대 진행자
- 2021년 10월 18일 ~ 2022년 4월 15일 : 이기상 방송인
- 2022년 4월 18일 ~ 2023년 2월 10일 : 오창익 인권연대 사무국장
- 2023년 2월 13일 ~ 2023년 3월 3일 : 맹현균 cpbc 기자
- 2023년 3월 6일 ~ 2024년 4월 26일 : 김혜영 cpbc 기자
- 2024년 4월 29일 ~ 현재 : 김준일 시사평론가

## 코너
요일별 코너
- 월요일 : 뉴스 큐레이션, 공감 칼럼 - 사람
- 화요일 : 뉴스 큐레이션, 공감 칼럼 - 숫자
- 수요일 : 뉴스 큐레이션, 공감 칼럼 - 공방
- 목요일 : 뉴스 큐레이션, 공감 칼럼 - 내일
- 금요일 : 한마디만 더 할게 클럽

## 같이 보기
- 뉴스
- 시사
- 정치
- 뉴스하이킥 (MBC 표준FM)
- 뉴스톡 530, 박재홍의 한판승부 (CBS 표준FM)